# Karabıyık, Sarayönü
Karabıyık là một xã thuộc huyện Sarayönü, tỉnh Konya, Thổ Nhĩ Kỳ. Dân số thời điểm năm 2011 là 233 người.